# 월드 사이버 게임즈 2008
월드 사이버 게임즈 2008(World Cyber Games 2008)은 2008년 11월 5일부터 9일까지 독일 쾰른에서 개최된 e스포츠 대회이다.
PC 게임과 콘솔 게임으로만 구성된 이전 대회들과는 달리 월드 사이버 게임즈 2008은 모바일 게임인 아스팔트 4: 엘리트 레이싱을 WCG 최초로 정식 종목으로 채택하였다.

## 정식 종목

### PC 게임
- 카운터 스트라이크 1.6
- 스타크래프트: 브루드 워
- 워크래프트 III: 프로즌 쓰론
- FIFA 08
- 니드 포 스피드: 프로스트리트
- 커맨드 앤 컨커 3: 케인의 분노
- 에이지 오브 엠파이어 3: 아시아 왕조
- 붉은 보석
- 캐롬 3D

### Xbox 360 게임
- 프로젝트 고담 레이싱 4
- 기타 히어로 III
- 헤일로 3
- 버추어 파이터 5

### 모바일 게임
- 아스팔트 4: 엘리트 레이싱

## 결과
| 종목 및 메달              | Gold         | Silver         | Bronze       | 4위              |
| 에이지 오브 엠파이어 3    | h2o_         | iamgrunt       | TheDemon     | Luigi            |
| 아스팔트 4: 엘리트 레이싱 | Slyfoxlover  | Bluewolf       | neogetix     | Mellow           |
| 캐롬 3D                   | KEnSin       | InmORtall      | Guigo123     | Proton           |
| 커맨드 앤 컨커 3          | Dackel       | Heckenheinrich | khufu_ownz   | Xeon             |
| 카운터 스트라이크         | mTw.dk       | SK Gaming      | eSTRO        | cbteam           |
| FIFA 08                   | nExt-BeBe    | LastNightPT    | Patan        | forZe.Walkman.C- |
| 기타 히어로 III           | Monkey       | Lo7_           | Gugge2000    | samqwe           |
| 헤일로 3                  | EndResult    | SSK.           | Mob_Deep     | ENCORE.BBR       |
| 니드 포 스피드            | USSRxMrRASER | USSRxProStreet | Steffan      | FTINaDoL         |
| 프로젝트 고담 레이싱 4    | Handewasser  | Live           | SteVeK       | BBoyle           |
| 붉은 보석                 | Comeonbaby   | HappysweetsB   | HappysweetsA | Cool Runnings    |
| 스타크래프트: 브루드 워   | Luxury       | Stork[gm]      | Strelok      | Lovett           |
| 버추어 파이터 5           | ITABASHI     | Danny13        | adanYUKI     | stprock          |
| 워크래프트 3              | MYM]Grubby   | MYM]Moon       | Happy        | GG.HoT.C-Club    |